# Томмазо III (маркграф Салуццо)
Томмазо III (итал. Tommaso III di Saluzzo; 1356 — 1416) — маркиз Салуццо с 1396 года, из рода дель Васто (Алерамичи). Итальянский поэт. Сын маркиза Федерико II дель Васто.

## Биография
В 1394 году, ещё будучи наследником престола, во время поездки в Монастероло взят в плен войсками савойского герцога, два года провёл в заключении — сначала в Савильяно, потом в Турине.
В этот период написал книгу на французском языке Le Chevalier Errant. Современное издание:
- Thomas D’Aleran, Daniel Chaubet (ed.),Le Chevalier errant, Moncalieri (Turin), Italie, Centro interuniversitario di ricerche sul viaggio in Italia, 2001, 416 p.

Освобождён за выкуп в 20 тысяч золотых флоринов (1396).
В том же году стал маркизом Салуццо. Проводил профранцузскую политику, пытаясь отстоять независимость своего княжества от герцогов Савойи.

## Семья
Жена (1403) — Маргарита де Пьерпон, дочь Гуго II, графа Руси и Брены.
В завещании, написанном незадолго до смерти, Томмазо III назначил своим наследником сына — Лодовико I, родившегося ок. 1410 года, а регентом при нём — внебрачного сына, Валериано де Салуццо (ум. 1443).
Ещё у него была дочь Джованна, муж — Ги IV де Нель, сеньор д’Оффемон.